# Shouse
Shouse ist ein australisches Duo der elektronischen Musik. Das Duo hatte 2021 einen weltweiten Hit mit dem an We Are the World angelehnten Track Love Tonight.

## Bandgeschichte
Die Melbourner DJs Ed Service und Jack Madin arbeiten seit 2016 unter dem Bandnamen Shouse zusammen. Ihr erstes gemeinsames Album Open erschien 2016 über Smooch Records.
2017 erschien die Single Love Tonight, die im Gegensatz zu ihrem eher Acid-House-lastigen sonstigen Material eine Art Hommage an das Projekt We Are the World von 1984 darstellte. Die beiden nennen ihren Stil selbst Weirdo House. Der Song entstand mit befreundeten Künstlern, die einen All-Star-Chor bildeten, darunter Oscar Key Sung, Monte Morgan und Bec Rigby. Der Song ist mit einer Saxofon-Melodie unterlegt. Zunächst wenig beachtet, verwendete das Duo den Song für eine Kampagne des Domestic Violence Resource Centre Victoria.
2021 wurde der Song schließlich ein globales Phänomen. DJs wie David Guetta und Robin Schulz fertigten Remixe an. Natalie Driever von 1 Live bezeichnete ihn in diesem Zusammenhang als „Feelgood-Hymne […], die uns durch die aktuelle Zeit hilft“. Auch ein offizielles Statement des Duos führte den Erfolg des Songs „über Verbundenheit und Zusammenhalt“ auf die „Zeiten der Isolation“ und die „momentane Zeit der Freisetzung“ zurück.

## Diskografie

### Alben
- 2016: Open (Smooch Records)

### EPs
- 2017: Love Tonight (The Remixes)
- 2017: Openshouse 3
- 2018: Into It

### Singles
- 2016: Support Structure
- 2016: Whisper
- 2017: Without You (feat. Rachel)
- 2017: Text Apology (feat. Martha)
- 2017: Love Tonight
- 2022: Won’t Forget You
- 2022: Never Let You Go (mit Jason Derulo)
- 2023: Live Without Love (mit David Guetta)
- 2024: Walk with Me (mit Felix Jaehn)

## Auszeichnungen für Musikverkäufe
| Goldene Schallplatte - Griechenland - 2021: für die Single Won’t Forget You - Polen - 2025: für die Single Walk with Me - Spanien - 2024: für die Single Love Tonight (David Guetta Remix) Platin-Schallplatte - Dänemark - 2023: für die Single Love Tonight - Griechenland - 2021: für die Single Love Tonight - Neuseeland - 2022: für die Single Love Tonight - Spanien - 2024: für die Single Love Tonight - Vereinigte Staaten - 2024: für die Single Love Tonight | 2× Platin-Schallplatte - Belgien - 2022: für die Single Love Tonight - Italien - 2022: für die Single Love Tonight 3× Platin-Schallplatte - Portugal - 2022: für die Single Love Tonight Diamantene Schallplatte - Brasilien - 2024: für die Single Love Tonight (Vintage Culture & Kiko Franco Remix Edit) - Frankreich - 2022: für die Single Love Tonight |

Anmerkung: Auszeichnungen in Ländern aus den Charttabellen bzw. Chartboxen sind in ebendiesen zu finden.
| Land/RegionAuszeichnungen für Musikverkäufe (Land/Region, Auszeichnungen, Verkäufe, Quellen) | Gold     | Platin       | Diamant     | Verkäufe  | Quellen                   |
| -------------------------------------------------------------------------------------------- | -------- | ------------ | ----------- | --------- | ------------------------- |
| Australien (ARIA)                                                                            | —        | 5× Platin5   | —           | 350.000   | aria.com.au               |
| Belgien (BRMA)                                                                               | —        | 2× Platin2   | —           | 80.000    | ultratop.be               |
| Brasilien (PMB)                                                                              | —        | —            | Diamant1    | 160.000   | pro-musicabr.org.br       |
| Dänemark (IFPI)                                                                              | —        | Platin1      | —           | 90.000    | ifpi.dk                   |
| Deutschland (BVMI)                                                                           | —        | 2× Platin2   | —           | 800.000   | musikindustrie.de         |
| Frankreich (SNEP)                                                                            | —        | —            | Diamant1    | 333.333   | snepmusique.com           |
| Griechenland (IFPI)                                                                          | Gold1    | Platin1      | —           | 30.000    | Einzelnachweise           |
| Italien (FIMI)                                                                               | —        | 2× Platin2   | —           | 200.000   | fimi.it                   |
| Neuseeland (RMNZ)                                                                            | —        | Platin1      | —           | 30.000    | aotearoamusiccharts.co.nz |
| Polen (ZPAV)                                                                                 | Gold1    | —            | —           | 62.500    | olis.pl                   |
| Portugal (AFP)                                                                               | —        | 3× Platin3   | —           | 30.000    | Einzelnachweise           |
| Spanien (Promusicae)                                                                         | Gold1    | Platin1      | —           | 90.000    | elportaldemusica.es       |
| Vereinigte Staaten (RIAA)                                                                    | —        | Platin1      | —           | 1.000.000 | riaa.com                  |
| Vereinigtes Königreich (BPI)                                                                 | —        | Platin1      | —           | 600.000   | bpi.co.uk                 |
| Insgesamt                                                                                    | 3× Gold3 | 20× Platin20 | 2× Diamant2 |           |                           |